# 张宝 (成汉)
张宝（?—?），十六国时成汉大臣，李雄部将。
晏平四年（309年），訇琦等叛杀太尉李离，以梓潼投降西晋。成汉皇帝李雄告诉张宝说：“你能攻下梓潼，我把李离的官职赏给你。”张宝于是杀人，逃亡投奔梓潼。受到訇琦等人的信任，把他当作心腹。罗尚派使者到梓潼郡，訇琦等人出城送使者，张宝在后边关团了城门，訇琦等人只好投奔巴西郡。李雄让张宝担任太尉。